# Divisione amministrativa del Ducato di Varsavia
La divisione amministrativa del Ducato di Varsavia era basata sui dipartimenti. Diretti da un prefetto, i dipartimenti furono la soluzione adottata sul modello della Francia; infatti il Ducato era stato creato da Napoleone Bonaparte ed era pertanto fondato su ideali francesi. Ogni dipartimento era tuttavia diviso in distretti.
Esistettero sei dipartimenti iniziali, aumentati a 10 dopo il 1809 (dopo che Napoleone sconfisse gli austriaci e dopo il Trattato di Schönbrunn), dato che il territorio del Ducato era aumentato. Ogni dipartimento prendeva il nome della città capoluogo.
Nel gennaio 1807 esistevano:
- Departament warszawski (Dipartimento di Varsavia)
- Departament poznański (Dipartimento di Poznań)
- Departament kaliski (Dipartimento di Kalisz)
- Departament bydgoski (Dipartimento di Bydgoszcz)
- Departament płocki (Dipartimento di Płock)
- Departament łomżyński (Dipartimento di Łomża) - per i primi mesi fu conosciuto come Bydgoszcz Department (Dipartimento di Bydgoszcz)

Questi sei dipartimenti erano divisi in 60 distretti.
Nel 1809 vennero aggiunti i seguenti dipartimenti:
- Departament krakowski (Dipartimento di Cracovia)
- Departament lubelski (Lublino)
- Departament radomski (Dipartimento di Radom)
- Departament siedlecki (Dipartimento di Siedlce)

Nel 1815 il Ducato di Varsavia fu spartito tra il Granducato di Poznań a ovest e il Regno del Congresso ad est. I dipartimenti rimasero in vigore fino alla riforma del 1816 nella parte orientale.